# Ammophila tuberculiscutis
Ammophila tuberculiscutis es una especie de avispa del género Ammophila, familia Sphecidae.

## Taxonomía
Fue descrito por primera vez en 1919 por Turner.